# Zoran Vojnić Tunić
Zoran Vojnić Tunić (Subotica, 19. ožujka 1973.) je hrvatski poduzetnik. Poznat je kao osnivač nekoliko neregularnih masonskih organizacija u Hrvatskoj.

## Životopis
Vojnić Tunić je osnovnu i srednju školu završio u Subotici. Također je završio i Teološko-katehetski institut Subotičke biskupije. Bio je aktivan pripadnik hrvatske zajednice u Vojvodini, objavljivao je članke o Hrvatima u Srbiji nakon raspada Jugoslavije u tiskovinama koje izdaju Hrvati izvan granica Hrvatske. Bio je i jedan od ključnih ljudi u Komisiji za izgradnju Bogoslovnog sjemeništa "Augustinianum" u Subotici.
U Zagrebu je u studenom 2012. godine osnovao poduzeće Poklon bon gdje je bio i direktor. Poduzeće je likvidirano početkom 2017. godine nakon stečaja. Od svibnja 2014. do listopada 2015. godine bio je suvlasnik poduzeća Ops Et Auxilium. U siječnju 2016. godine osnovao je poduzeće Grand Master gdje je bio i direktor koje je likvidirano je početkom 2022. godine nakon stečaja. Također, 2016. godine osnovao je i poduzeće PennyBack. Vojnić Tunić je bio u suvlasnik tvrtke za istraživanje tržišta i ispitivanje javnog mnijenja Selektiva od lipnja 2017. do veljače 2019. godine.
Vojnić Tunić je 2018. godine osnovao Regularni viteški red templara O.S.M.T.J. – Veliki priorat Hrvatske, jednu od nekoliko templarskih udruga u Hrvatskoj te pod okriljem međunarodnog templarskog reda OSMTJ. Vodio je ovu udrugu do studenog 2019. godine.

## Slobodno zidarstvo
Početkom siječnja 2017. godine, Vojnić Tunić je u Zagrebu osnovao masonsku ložu, koja je bila pod okriljem Velikog orijenta Srbije. Nakon tri mjeseca, njegova loža je dobila odobrenje iz Beograda da se osamostali i osnuje Veliki orijent Hrvatske. Tom prilikom, Vojnić Tunić je dobio titulu utemeljitelja i prvog velikog majstora. Već nakon godinu dana, u veljači 2018. godine, na mjesto velikog majstora dolazi oftalmolog Nikica Gabrić.
U siječnju 2020. godine, Vojnić Tunić se povukao iz Velikog orijenta i osnovao Veliku suverenu ložu Hrvatske. Unutar organizacije Velikog orijenta Hrvatske došlo je do internih nesuglasica početkom 2020. godine, što je privuklo pažnju šire javnosti u Hrvatskoj i rezultiralo čak i ostavkom glavnog državnog odvjetnika. Godinu dana nakon osnivanja Velike suverene lože, u siječnju 2021. godine, Vojnić Tunić je zajedno s dvije druge velike lože (iz Srbije i Bosne i Hercegovine) u Zagrebu formirao masonsku Svjetsku uniju suverenih loža "Libertas 5775", gdje je preuzeo ulogu predsjednika unije.
Veliki orijent Hrvatske je utemeljen uz podršku Velikog orijenta Srbije i uz angažman Čedomira Vukića iz Beograda. Međutim, masonska legitimnost organizacije iz Srbije je kasnije postavljena pod znak pitanja zbog postupaka Vukića. Slično tome, Svjetska unija Libertas je osnovana uz potporu Velike lože "Nikola Tesla" i njezinog velikog majstora Dragana Tojagića iz Beograda. Također, legitimnost ove organizacije iz Srbije je dovedena u pitanje.

## Vanjske poveznice
- LinkedIn Profil

| Nova titula | veliki majstor Velikog orijenta Hrvatske 2017. – 2018. | nasljednik Nikica Gabrić |